# Jenggala
Jenggala is een bestuurslaag in het regentschap Noord-Lombok van de provincie West-Nusa Tenggara, Indonesië. Jenggala telt 7453 inwoners (volkstelling 2010).